# کیم جین هی (بازیکن فوتبال)
کیم جین هی (انگلیسی: Kim Jin-hee؛ زادهٔ ۲۶ مارس ۱۹۸۱) بازیکن فوتبال است.
وی همچنین در تیم ملی فوتبال زنان کره جنوبی بازی کرده‌است.